# Neosantalus kanaari
Neosantalus kanaari är en skalbaggsart som beskrevs av Gomy, Penati och Vienna 2007. Neosantalus kanaari ingår i släktet Neosantalus och familjen stumpbaggar. Inga underarter finns listade i Catalogue of Life.